# 逍遥散人
逍遥散人（1990年2月5日—），本名张骏，天津人，中国大陆知名UP主，游戏娱乐解说人，歌手，《最强大脑》参赛选手。自2011年开始在bilibili发布视频。
2019年，逍遥散人入选福布斯中国三十岁以下精英榜。

## 生平
逍遥散人出身于传统的知识分子家庭，父母都是大学教师。曾在南开大学商学院就读工商管理硕士。2010年，张骏参加了学校的“2+2”项目远赴美国，之后继续在美国加州大学圣塔芭芭拉分校读研。2011年，尚在美国上学的逍遥散人发布了自己的第一条视频并开始成为一个视频创作者。三年后《逆袭之星途闪耀》这类剧情向游戏的视频则为散人打开了新的局面。
目前，逍遥散人已经连获七届B站百大UP主。

## 代表作品
- 成名作:《I wanna be the magnanimity 》系列[3]
- 《I wanna》系列
- 《逆袭之星途闪耀》
- 翻唱系列